# Nomia mimosae
Nomia mimosae är en biart som beskrevs av Cockerell 1925. Nomia mimosae ingår i släktet Nomia och familjen vägbin. Inga underarter finns listade i Catalogue of Life.